# Sedum burrito
Sedum burrito är en fetbladsväxtart som beskrevs av R. Moran. Sedum burrito ingår i Fetknoppssläktet som ingår i familjen fetbladsväxter. Inga underarter finns listade i Catalogue of Life.